# Warren Davis
Warren Lee Davis (ur. 30 czerwca 1943 w Atlantic City) – amerykański koszykarz, występujący na pozycjach niskiego lub silnego skrzydłowego.

## Osiągnięcia
Na podstawie, o ile nie zaznaczono inaczej.
NCAA II
- Uczestnik NCAA Division II Final Four (1964)

Inne
- Mistrz EPBL/EBA (1965, 1975, 1976)
- Wicemistrz EPBL/EBA (1966, 1977)

ABA
- Uczestnik meczu gwiazd ABA (1969)[2]
- Lider ABA w liczbie rozegranych spotkań (86 – 1972)